# Константин и Дорунтина

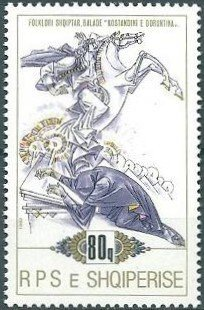
Почтовая марка со сценой из сказки

Константин и Дорунтина (алб. Kostandini dhe Doruntina) или Клятва Константина (алб. Besa e Kostandinit) — албанская народная сказка и легенда, известная как в прозаической традиционной форме, так и в литературной обработке — рассказ Исмаила Кадаре «Кто вернул Дорунтину» (алб. Kush e solli Doruntinën) и английская версия под названием «Дорунтина» (англ. Doruntine). В 1988 году легенда была претворена в жизнь в виде пьесы в Национальном театре Албании. К созданию данной пьесы приложили руку Эдмонд Будина и Пирро Мании (Народный артист Албании).

## Сюжет
У одной женщины было 13 детей — 12 сыновей и дочь Дорунтина. Однажды к Дорунтине приехал свататься принц из далёких земель, и вся семья выступила против этого, кроме младшего сына Константина, который дал клятву — «бесу» — вернуть Дорунтину по первому же зову матери. Мать, в конце концов, согласилась на свадьбу дочери. Однако вскоре началась война, и все сыновья погибли, в том числе и Константин. Мать не могла вынести гибели своих детей и того факта, что дочь была далеко. В гневе мать проклинает своего сына Константина, который не сдержал обещание, и тот вскоре неожиданно восстаёт из могилы, страшась материнского проклятия.
Константин находит Дорунтину танцующей и веселящейся во время Пасхи, причём девушка ничего не знает о семье. Константин велит сестре возвращаться домой и отвозит её на своём скакуне. В ответ на расспросы, почему он весь в пыли, Константин только отвечает, что долго добирался и что ему надо скорее идти в церковь. У порога дома он оставляет сестру и затем скрывается, возвращаясь в свою могилу. Только затем Дорунтина, встретившись с матерью, понимает, что Константин давно умер, но восстал из могилы. В некоторых версиях сказки в конце обе женщины умирают, осознав случившееся.
Традиционная мораль сказки такова — албанцы готовы пойти на всё, чтобы исполнить данную ими клятву даже после смерти.

## Литературная обработка
Исмаил Кадаре опубликовал литературную версию сказки в 1980 году, основываясь на множестве албанских легенд (в том числе и дохристианской эпохи). Его рассказ отличается от оригинальной сказки: у Кадаре ещё один человек по фамилии Стрес расследует смерть Дорунтины и её матери, пытаясь понять, как сила клятвы оказалась сильнее смерти. На английский язык рассказ был переведён канадцем Робертом Элси и переработан в форме баллады на основе песни, исполняемой албанцами Чамерии из города Маргарити.

## Пьеса
Поставленная в 1988 году пьеса по сказке стала одной из самых популярных в Албании. Дэниэл Келли считает, что история Дорунтины стремится показать силу важнейшей клятвы, которую когда-либо может дать человек — албанской бесы, а поставленная пьеса стала окном в мир албанской культуры. В 2009 году драму поставили во многих балканских театрах: перевод либретто осуществил Георгиос Якумис. В Албании в пьесе сыграла главную роль Маргарита Джепа, Народная артистка Албании, вернувшаяся на сцену ради роли в этом спектакле.